# ГЕС-ГАЕС Котіліа
ГЕС-ГАЕС Котіліа (італ. Centrale idroelettrica di Cotilia) — гідроелектростанція в центральній частині Італії, у провінції Рієті. Використовує ресурс зі сточища Веліно, котра впадає ліворуч у річку Нера (найбільша притока Тибру, через який вся ця система належить до сточища Тірренського моря).
Вода для роботи станції накопичується за допомогою двох гребель, споруджених на лівих притоках Веліно:
- завершеній у 1938-му гравітаційній бетонній греблі на Турано, яка при висоті 73 метри та довжині 256 метрів потребувала 286 тис. м3 матеріалу. Вона утримує водойму з об'ємом 163 млн м3 (корисний об'єм 150 млн м3), яка має довжину приблизно 10 км та глибину до 70 метрів[1];
- спорудженій в період між 1938 та 1940 роками гравітаційній бетонній греблі на Сальто, яка при висоті 93 метри та довжині 234 метри потребувала 358 тис. м3 матеріалу. Ця споруда утримує водойму з об'ємом 269 млн м3, котра має довжину понад 10 км, ширину до 1 км та глибину до 100 метрів. Можливо відзначити, що під час будівництва перенесли каплицю монастиря Борго-Сан-П'єтро, яка була споруджена у XIII сторіччі та була декорована фресками епохи Ренесансу.

Зазначені водосховища мають однаковий максимальний рівень поверхні — 540 метрів НРМ — та з'єднані тунелем завдовжки 9 км та діаметром 2,5 метри.
Від озера Сальто накопичений ресурс подається по головному дериваційному  тунелю довжиною 11,8 км та діаметром 4 метри. Останній прокладений через гірський масив, який розділяє долини Сальто та Веліно, при цьому до нього подається додатковий ресурс, відведений з останньої річки. У підсумку вода надходить до підземного машинного залу, спорудженого неподалік від впадіння Сальто у Веліно. Тут встановлено дві турбіни типу Френсіс загальною потужністю 52,5 МВт, які при напорі у 128 метрів забезпечують виробництво 75 млн кВт·год електроенергії на рік. Для роботи станції в режимі гідроакумуляції вона також обладнана двома насосами потужністю по 28 МВт.
Окрім основного тунелю від водосховища Сальто, на станцію надходить ресурс по каналах/тунелях від двох додаткових послідовних водозаборів на Веліно — системи Canetra (23 МВт) та Peschera (3 МВт). 
Відпрацьована вода повертається у Сальто та далі надходить у Веліно, потрапляючи в підсумку на ГЕС Галлето.
Управління роботою станції здійснюється з диспетчерського центру в Терні.